# Astrapometis saburalis
Astrapometis saburalis är en fjärilsart som beskrevs av Walker 1859. Astrapometis saburalis ingår i släktet Astrapometis och familjen mott. Inga underarter finns listade i Catalogue of Life.